# Octobranchus antarcticus
Octobranchus antarcticus är en ringmaskart som beskrevs av Monro 1936. Octobranchus antarcticus ingår i släktet Octobranchus och familjen Trichobranchidae. Inga underarter finns listade i Catalogue of Life.